# Озерний (Білоярський міський округ)
Озе́рний (рос. Озёрный) — селище у складі Білоярського міського округу Свердловської області.
Населення — 4 особи (2010, 2 у 2002).
Національний склад станом на 2002 рік: росіяни — 100 %.